# Niederländisch-Westfälische Eisenbahn-Gesellschaft

Bahnstrecke Gelsenkirchen-Bismarck–Winterswijk der Niederländisch-Westfälischen Eisenbahn-Gesellschaft

Die Niederländisch-Westfälische Eisenbahn-Gesellschaft war eines der im Rheinisch-Westfälischen Industriegebiet tätigen Eisenbahn-Unternehmen, hatte aber nur eine regionale Bedeutung, da es nur zwei Strecken besaß, diese dafür beide international.

## Streckennetz
Die Bahnstrecke Gelsenkirchen-Bismarck–Winterswijk begann im Bahnhof Gelsenkirchen-Bismarck an der Bahnstrecke Bochum–Essen/Oberhausen der Bergisch-Märkischen Eisenbahn-Gesellschaft und verlief über Gladbeck Ost, Dorsten und Borken nach Winterswijk und Zutphen in den Niederlanden. Die Bahnstrecke Bocholt–Winterswijk begann in Bocholt im Anschluss an die Bahnstrecke Wesel–Bocholt der Köln-Mindener Eisenbahn-Gesellschaft und endete ebenfalls in Winterswijk.
Von Winterswijk aus erreichte man die damals wichtigen Industriestädte in Twente. Außerdem bestand in Zutphen Anschluss nach Amsterdam und Zwolle.
Beide Strecken wurden 1880 eröffnet und dienten zum Transport von Steinkohle in die Niederlande einerseits und zur Versorgung des Ruhrgebietes mit landwirtschaftlichen Produkten andererseits. Der Betrieb wurde von Beginn an durch die Bergisch-Märkische Eisenbahn-Gesellschaft durchgeführt, die de facto bereits unter staatlicher preußischer Kontrolle stand.

## Geschichte
In der deutschen Eisenbahnpolitik des 19. Jahrhunderts spielte diese an sich nicht sonderlich wichtige Strecke eine ganz entscheidende Rolle. Der deutsche Reichskanzler Otto von Bismarck verschaffte sich mit dem Kauf der Strecke die Möglichkeit, sämtliche bis dahin privat geführten Eisenbahnunternehmen Westdeutschlands zu verstaatlichen. Die dabei anfallenden finanziellen Gewinne flossen teilweise in die Taschen von Bismarck, der zuvor einen Teil seines Vermögens in Eisenbahnaktien investiert hatte.
1880 wurde die Niederländisch-Westfälische Eisenbahn-Gesellschaft komplett durch die Bergisch-Märkische Eisenbahn-Gesellschaft übernommen und ging bei deren Verstaatlichung 1882 an die Königliche Eisenbahn-Direction zu Elberfeld.

## Heutige Situation
Der grenzüberschreitende Streckenabschnitt von Borken nach Winterswijk wurde für den Personenverkehr nach dem Zweiten Weltkrieg stillgelegt. Der Güterverkehr wurde noch bis 1979 betrieben, offiziell wurde die Strecke schließlich 1994 stillgelegt.
Die Strecke von Bocholt nach Winterswijk wurde bereits 1931 zwischen dem deutschen Grenzbahnhof Barlo und Winterswijk eingestellt. 1990 endete auch der Verkehr auf dem deutschen Restabschnitt.
Der niederländischen Streckenteil Burlo-Winterswijk ist mittlerweile als Naturschutzgebiet Borkener Baan ausgewiesen.